# U.S. International Figure Skating Classic
O U.S. International Figure Skating Classic é uma competição internacional de patinação artística no gelo de nível sênior, sediado na cidade de Salt Lake City, Utah, Estados Unidos. A primeira edição foi disputada em 2012, e que faz parte do calendário do Challenger Series desde a temporada 2014–15.

## Edições
| Ano  | Edição | Cidade sede    | Sênior | Sênior | Sênior | Sênior | Ref   |
| Ano  | Edição | Cidade sede    | M      | F      | P      | D      | Ref   |
| ---- | ------ | -------------- | ------ | ------ | ------ | ------ | ----- |
| 2012 | 1.ª    | Salt Lake City | •      | •      | •      | •      | [ 1 ] |
| 2013 | 2.ª    | Salt Lake City | •      | •      | •      | •      | [ 2 ] |
| 2014 | 3.ª    | Salt Lake City | •      | •      | •      | •      | [ 3 ] |
| 2015 | 4.ª    | Salt Lake City | •      | •      | •      | •      | [ 4 ] |
| 2016 | 5.ª    | Salt Lake City | •      | •      | •      | •      | [ 5 ] |
| 2017 | 6.ª    | Salt Lake City | •      | •      | •      | •      | [ 6 ] |
| 2018 | 7.ª    | Salt Lake City | •      | •      | •      | •      | [ 7 ] |

Legenda
- Parte do Challenger Series ISU

## Lista de medalhistas

### Individual masculino
| Evento                         | Ouro                         | Prata                                | Bronze                         |
| Salt Lake City 2012 (detalhes) | Max Aaron · Estados Unidos   | Armin Mahbanoozadeh · Estados Unidos | Ross Miner · Estados Unidos    |
| Salt Lake City 2013 (detalhes) | Max Aaron · Estados Unidos   | Stephen Carriere · Estados Unidos    | Joshua Farris · Estados Unidos |
| Salt Lake City 2014 (detalhes) | Max Aaron · Estados Unidos   | Ross Miner · Estados Unidos          | Daisuke Murakami · Japão       |
| Salt Lake City 2015 (detalhes) | Daniel Samohin · Israel      | Keiji Tanaka · Japão                 | Ross Miner · Estados Unidos    |
| Salt Lake City 2016 (detalhes) | Jason Brown · Estados Unidos | Takahito Mura · Japão                | Adam Rippon · Estados Unidos   |
| Salt Lake City 2017 (detalhes) | Nathan Chen · Estados Unidos | Max Aaron · Estados Unidos           | Liam Firus · Canadá            |
| Salt Lake City 2018 (detalhes) | Nam Nguyen · Canadá          | Michal Březina · República Tcheca    | Jimmy Ma · Estados Unidos      |

### Individual feminino
| Evento                         | Ouro                            | Prata                               | Bronze                            |
| Salt Lake City 2012 (detalhes) | Agnes Zawadzki · Estados Unidos | Gracie Gold · Estados Unidos        | Amelie Lacoste · Canadá           |
| Salt Lake City 2013 (detalhes) | Courtney Hicks · Estados Unidos | Gracie Gold · Estados Unidos        | Samantha Cesario · Estados Unidos |
| Salt Lake City 2014 (detalhes) | Polina Edmunds · Estados Unidos | Courtney Hicks · Estados Unidos     | Riona Kato · Japão                |
| Salt Lake City 2015 (detalhes) | Satoko Miyahara · Japão         | Elizabet Tursynbayeva · Cazaquistão | Angela Wang · Estados Unidos      |
| Salt Lake City 2016 (detalhes) | Satoko Miyahara · Japão         | Mariah Bell · Estados Unidos        | Karen Chen · Estados Unidos       |
| Salt Lake City 2017 (detalhes) | Marin Honda · Japão             | Mirai Nagasu · Estados Unidos       | Karen Chen · Estados Unidos       |
| Salt Lake City 2018 (detalhes) | Satoko Miyahara · Japão         | Lim Eun-soo · Coreia do Sul         | Kim Ye-lim · Coreia do Sul        |

### Duplas
| Evento                         | Ouro                                             | Prata                                                  | Bronze                                                 |
| Salt Lake City 2012 (detalhes) | Kirsten Moore-Towers · Dylan Moscovitch · Canadá | Paige Lawrence · Rudi Swiegers · Canadá                | Tiffany Vise · Don Baldwin · Estados Unidos            |
| Salt Lake City 2013 (detalhes) | Kirsten Moore-Towers · Dylan Moscovitch · Canadá | Caydee Denney · John Coughlin · Estados Unidos         | Tarah Kayne · Daniel O'Shea · Estados Unidos           |
| Salt Lake City 2014 (detalhes) | Alexa Scimeca · Chris Knierim · Estados Unidos   | Jessica Calalang · Zack Sidhu · Estados Unidos         | Madeline Aaron · Max Settlage · Estados Unidos         |
| Salt Lake City 2015 (detalhes) | Tarah Kayne · Daniel O'Shea · Estados Unidos     | Marissa Castelli · Mervin Tran · Estados Unidos        | Kirsten Moore-Towers · Michael Marinaro · Canadá       |
| Salt Lake City 2016 (detalhes) | Brittany Jones · Joshua Reagan · Canadá          | Jessica Calalang · Zack Sidhu · Estados Unidos         | Alexandria Shaughnessy · James Morgan · Estados Unidos |
| Salt Lake City 2017 (detalhes) | Kirsten Moore-Towers · Michael Marinaro · Canadá | Alexa Scimeca Knierim · Chris Knierim · Estados Unidos | Chelsea Liu · Brian Johnson · Estados Unidos           |
| Salt Lake City 2018 (detalhes) | Ashley Cain · Timothy LeDuc · Estados Unidos     | Audrey Lu · Misha Mitrofanov · Estados Unidos          | Ekaterina Alexandrovskaya · Harley Windsor · Austrália |

### Dança no gelo
| Evento                         | Ouro                                               | Prata                                                     | Bronze                                                        |
| Salt Lake City 2012 (detalhes) | Piper Gilles · Paul Poirier · Canadá               | Alexandra Paul · Mitchell Islam · Canadá                  | Lynn Kriengkrairut · Logan Giulietti-Schmitt · Estados Unidos |
| Salt Lake City 2013 (detalhes) | Meryl Davis · Charlie White · Estados Unidos       | Kaitlyn Weaver · Andrew Poje · Canadá                     | Nicole Orford · Thomas Williams · Canadá                      |
| Salt Lake City 2014 (detalhes) | Alexandra Aldridge · Daniel Eaton · Estados Unidos | Nicole Orford · Thomas Williams · Canadá                  | Anastasia Cannuscio · Colin McManus · Estados Unidos          |
| Salt Lake City 2015 (detalhes) | Madison Hubbell · Zachary Donohue · Estados Unidos | Laurence Fournier Beaudry · Nikolaj Sørensen · Dinamarca  | Élisabeth Paradis · François-Xavier Ouellette · Canadá        |
| Salt Lake City 2016 (detalhes) | Madison Hubbell · Zachary Donohue · Estados Unidos | Kana Muramoto · Chris Reed · Japão                        | Alexandra Paul · Mitchell Islam · Canadá                      |
| Salt Lake City 2017 (detalhes) | Madison Hubbell · Zachary Donohue · Estados Unidos | Kaitlin Hawayek · Jean-Luc Baker · Estados Unidos         | Kana Muramoto · Chris Reed · Japão                            |
| Salt Lake City 2018 (detalhes) | Madison Hubbell · Zachary Donohue · Estados Unidos | Christina Carreira · Anthony Ponomarenko · Estados Unidos | Misato Komatsubara · Tim Koleto · Japão                       |